# فرودگاه شهری بیسمارک
فرودگاه شهری بیسمارک (به انگلیسی: Bismarck Municipal Airport) یک فرودگاه همگانی بهره‌برداری هوایی با کد یاتا BIS است که یک باند فرود آسفالت دارد و طول باند آن ۲۶۸۰ متر است. این فرودگاه در شهر بیسمارک، داکوتای شمالی کشور ایالات متحده آمریکا قرار دارد و در ارتفاع ۵۰۶ متری از سطح دریا واقع شده‌است.

## شرکت‌های هواپیمایی و مقصدهای پروازی

### مسافری
| شرکت‌های هواپیمایی | مقصدهای پروازی                          |
| ----------------- | --------------------------------------- |
| الیجنت ایر        | مک‌کاران، فینکس-مسا فصلی: اورلندو سنفورد |
| امریکن ایگل       | اوهر شیکاگو، دالاس-فورت ورث             |
| دلتا ایرلاینز     | مینیاپولیس−سنت پل                       |
| دلتا کانکشن       | مینیاپولیس−سنت پل                       |
| فرانتیر ایرلاینز  | مک‌کاران فصلی: دنور                      |
| یونایتد اکسپرس    | دنور                                    |

### باری
| Cargo Airlines                     | Destinations |
| ---------------------------------- | ------------ |
| الپاین ایر اکسپرس                  | گرند فرک     |
| فدکس اکسپرس اجرا توسط کورپوریت ایر | هکتور        |
| Encore Air Cargo                   | محلی سو فالز |
| مارتین‌ایر                          | محلی سو فالز |